# 异喹胍
异喹胍是一种含氮有机化合物，化学式为C10H13N3，是四氢异喹啉的胍基衍生物，可作为抗高血压药，在体内由CYP2D6代谢。